# Bathynomus
Jättegråsuggan, även känd som Bathonymus är ett kräftdjurssläkte i familjen cirolanidae. De tjugotalet gråsuggeliknande bathonymus-arterna är de största i sin familj och kan bli upp till 37 centimeter långa.
Alla arter är havslevande.

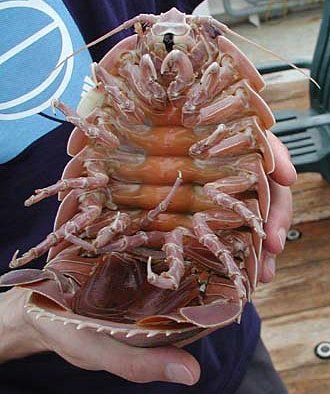
En Bathynomus giganteus kan väga omkring 1,7 kg